# Anne-Marie Bouchard
Anne-Marie Bouchard est une artiste multidisciplinaire, réalisatrice et cinéaste québécoise qui travaille et vit à Québec. Elle est connue pour ses courts métrages expérimentaux, d'art et d'essai et ses installations vidéos.

## Biographie
Anne-Marie Bouchard est détentrice d'un baccalauréat en production cinématographique de l'École de cinéma Mel-Hoppenheim de l'Université Concordia et d'une maîtrise en arts visuels de l'Université Laval. Après ses études, elle retourne s'établir à Québec, où elle réalise des films de manière indépendante depuis 1999.
Au fil de son parcours, elle s'approprie tant les supports analogiques que numériques. Expérimentant d'abord avec la pellicule, elle se tourne ensuite vers la vidéo, médium plus accessible et abordable. Sa pratique polymorphe emprunte tant à l'animation qu'au documentaire ; au cinéma expérimental qu'à la fiction.
Dès les débuts de sa carrière, elle bénéficie du soutien de Vidéo Femmes, un collectif féministe de production, distribution et diffusion de films et vidéos réalisés par des femmes qui lui permet d'accéder à des équipements, à démystifier la technique et à intégrer plus facilement le milieu professionnel. Ses films sont distribués par Vidéo Femmes jusqu'à l'acquisition de son catalogue par Spira en 2017.
En 2017, elle complète une résidence avec le Winnipeg Film Group accompagnée d'une projection rétrospective de son travail. Son œuvre a également fait l'objet d'une rétrospective organisée par le Festival de cinéma de la Ville de Québec en 2022.

## Travail artistique
Indépendamment de la stratégie formelle ou du style cinématographique employé, le travail d'Anne-Marie Bouchard part toujours du désir de capter l'émerveillement du monde et de prendre soin du vivant tout en préservant sa fragilité. 
Elle organise sa démarche autour de trois grandes étapes de production : la cueillette, la transformation et l'organisation des contenus. Ses œuvres sont diffusées dans des contextes variés, allant des projections en salle aux installations vidéo en galerie, en passant par des interventions audiovisuelles in situ. À titre d'exemple, en 2002, elle prend part à une projection d’œuvres vidéographiques sur les traversiers entre Québec et Lévis à l'initiative de Vidéo Femmes.

## Œuvres

### Films et vidéos
- 1998 : Secrets gardés
- 1999 : Traversée phrase 2: interférences, VHS, 3min44
- 2000 : Legato, DV, 5min
- 2000 : Swyngomatic blues, VHS, 4min12
- 2003 : Tableaux mouvants, gravure sur 16 mm et DV, 9min30
- 2006 : amb, DV, 3min
- 2008 : Échappée – a brief spell, DV, 2min47
- 2009 : Petites incursions entre les ailes des fées, DV, 18min26
- 2014 : R_pour ne pas céder d’un pouce, 16 mm, VHS et vidéo HD, 9min40
- 2016 : Échos: Transpositions de signal, vidéo HD, 11min
- 2016 : Ce moment d’ivresse où tout pourrait basculer, vidéo HD, 15min40
- 2017 : Jeux de lumière / Light Plays, vidéo HD, 10min
- 2018 : Atomes en quête d’immatérialité, vidéo HD, 5min35
- 2019 : Petits espaces entre les temps et les silences, vidéo 360, 3min
- 2020 : Le long cri du train se glisse au cœur des spectres et tout explose en silence, 16 mm numérisé, 7min31
- 2022 : Bleue, 16 mm numérisé, 2min49
- 2022 : Salin, pellicule organique et 8 mm numérisée
- 2022 : Nous embauchons, vidéo HD, 2min
- 2024 : La dissolution du paysage, vidéo HD, 24min

### Œuvres sonores
- 2021 :Quatre silences, trois soupirs, présenté dans le cadre du Jardin d'hiver de la Manif d'Art de Québec

### Installations vidéos et expositions
- 2003 : Échographie, Vidéographe, Montréal[5]
- 2009 : Dialogues installatifs (exposition collective), La Chambre Blanche, Québec[6]
- 2013 : Une nuit sur le Mont Télégraphe (installation numérique), CRANE Lab, Millery
- 2014 : Boucles (exposition solo), Studio Annabelle Frenette, Québec
- 2022 : Yahndawa': Vertige et les sept feux (avec Manon Sioui, exposition collective), La Bande Vidéo, Québec

## Distinctions

### Récompenses
- 2016 : World Music & Independent Film Festival, meilleur court métrage expérimental pour Échos: Transpositions de signal
- 2022 : Festival Tous courts, prix France TV pour Salin